# Протестантизм в Бутане
Протестантизм в Бутане — крупнейшее направление христианства в стране. По данным энциклопедии «Религии мира» Дж. Г. Мелтона в 2010 году в Бутане насчитывалось 2,1 тыс. традиционных протестантов и ещё 5,8 тыс. верующих местных независимых христианских движений протестантского толка. За десятиление 2000—2010 гг. протестанты были самой быстрорастущей религиозной группой в стране.
По данным справочного издания «Операция мир» в 2000 году в Бутане действовало 110 протестантских общин и домашних церквей.
Протестантизм распространён преимущественно среди этнических меньшинств Бутана — ораонов, санталов, непальцев, ади, тамангов, магаров, ассамцев. Небольшое число протестантов есть также среди народов нгалоп, шарчоб и кхенг.

## История
Первыми христианами в Бутане, по всей видимости были португальские иезуитские миссионеры Эстеван Кассела и отец Кабрал, посетившие Бутан в 1627 году на пути из Коччи в Тибет.
В 1797 году английский баптистский миссионер Уильям Керри отправился к границам Бутана. В отчётном письме миссионерскому обществу в Англию он сообщает, что был принят с почестями, обменялся подарками и призывает общество прислать миссионеров в Бутан.
В 1892 году в приграничных с Индией общинах начали служение сотрудники Скандинавского миссионерского альянса. Вскоре к ним присоединились миссионеры Сантальской миссии; служение проводилось среди санталов при поддержке Северной евангелической церкви. Уже в XX веке Церковь Шотландии создала несколько школ в западном Бутане (в том числе институт в Джакаре); после объединения в 1970 году преемником миссии стала Церковь Северной Индии. Сантальская миссия, поддерживаемая норвежскими, шведскими и финскими лютеранами, внесла большой вклад в развитие здравоохранения Бутана, открыв ряд медицинских клиник в восточной части страны. Несмотря на широкое социальное служение, традиционные протестантские миссии не добились успеха в христианизации Бутана.
В середине XX века подпольные протестантские общины появляются в юго-западной части Бутана, среди непальцев и лепча. Во второй половине XX века в протестантизм переходят некоторые бутанцы, работавшие в Индии. В 1990-х годах в Бутан проникают различные пятидесятнические и неопятидесятнические группы из Индии и Непала. В 1995 году в стране начинает служение харизматическая евангельская группа, известная как «Церковь верующих» и связанная с организацией «Евангелие для Азии». Именно евангеликам (в первую очередь, пятидесятникам) удалось построить широкую сеть подпольных домашних церквей в крупных городах и на юге страны.
Распространение протестантизма вызвало озабоченность у властей Бутана; в 1990-х годах правительство существенно ограничивает религиозные свободы. Практически, были запрещены въезд иностранных миссионеров и ввоз религиозной литературы; законом запрещался переход из одной религии в другую. В 2000 году в Бутане были запрещены любые публичные богослужения и молитвы, кроме буддистских. Однако, с середины 2000-х годов, на фоне процесса демократизации страны, происходит постепенное ослабление религиозного преследования. В 2010 году правительство страны заявило о возможности официального признания христианства, чуть позже заявив о готовности начать регистрировать христианские общины. Однако по состоянию на апрель 2014 года заявка на регистрацию христианской конфедерации остаётся без ответа МВД Бутана.

## Конфессиональный состав
Большинство бутанских протестантов являются прихожанами различных пятидесятнических и харизматических домашних церквей (5 тыс.). Самой крупной харизматической организацией является «Церковь верующих», насчитывающая до 3 тыс. верующих в 80 общинах. «Индийская евангелическая команда», межденоминационная евангельская церковь действующая в стране с 1997 года, объединяет 1 тыс. верующих в 8 общинах. Церковь Северной Индии насчитывает в Бутане 10 приходов, Северная евангелическо-лютеранская церковь — 1 общину.

## Бутанские протестанты за рубежом
В конце 1980-х — начале 1990-х годов, в результате этнического конфликта из Бутана бежала пятая часть жителей. После временного расселения в лагерях в Непале, беженцы переселялись в Канаду, Норвегию, Великобританию, США и Австралию. Только в 2009—2013 годах в США перебралось 70 тыс. бутанцев. В США и Канаде были открыты многочисленные непало-бутанские христианские церкви. Обращённые в христианство бутанцы в будущем могут послужить миссионерами для своей страны.